# Kavalleribatteri
Kavalleribatteri kallades under 1700-talet det lättare utrustade batteri som var avsett att följa med kavalleriet. Detta slag av artilleri fanns kvar i Österrike till 1876, då det ersattes av ridande.